# 狭叶花椒
狭叶花椒（学名：Zanthoxylum stenophyllum）为芸香科花椒属下的一个种。

## 扩展阅读
- 維基物種上的相關：狭叶花椒